# 駐留軍等の再編の円滑な実施に関する特別措置法
駐留軍等の再編の円滑な実施に関する特別措置法（ちゅうりゅうぐんとうのさいへんのえんかつなじっしにかんするとくべつそちほう、平成19年5月30日法律第67号）は、在日米軍基地再編に関する日本の法律である。
法令番号は平成19年法律第67号、2007年（平成19年）5月30日に公布された。

## 概要
米軍再編による防衛施設の周辺地域住民の生活向上を目的とした法律。

## 構成
- 第一章 総則
- 第二章 再編関連特定周辺市町村に係る措置
- 第三章 再編関連振興特別地域に係る措置 
  - 第一節 再編関連振興特別地域の指定
  - 第二節 再編関連振興特別地域整備計画
  - 第三節 事業の実施等
  - 第四節 駐留軍等再編関連振興会議
- 第四章 株式会社日本政策金融公庫の業務の特例
- 第五章 駐留軍等労働者に係る措置
- 第六章 雑則
- 附則